# سامباسا نزيريب
سامباسا نزيريب (بالإنجليزية: Sambasa Nzeribe)‏هو ممثل سينمائي وتلفزيوني وعارض أزياء وفنان نيجيري. ينحدرُ سامباسا من ولاية أنمبرة النيجيرية وقد ظهر في العديد من الأفلام النيجيرية الناجحة ، بما في ذلك ميلٌ من المنزل الذي صدر عام 2013، وفيلم قصّة جندي الذي صدر في العام 2015، فضلًا عن فيلم بلد بطيء الذي صدرَ عام 2018. حصل سامباسا نزيريب في عام 2016 على جوائز أفريقيا ماجيك للمشاهدين عن فئة أفضل ممثل في فيلمٍ درامي للمرة الثانيّة على التوالي.

## قائمة أعماله
| سنة الإصدار | العنوان        | العنوان الأصليّ |
| ----------- | -------------- | -------------- |
| 2013        | ميلٌ من المنزل  |                |
| 2015        | خارج الحظ      |                |
| 2015        | فقط لستُ متزوجًا |                |
| 2015        | قصّة جندي       |                |
| 2015        | فندق شوكو      |                |
| 2016        | حفل الزفاف     |                |
| 2018        | الجزيرة        |                |
| 2018        | بلد بطيء       |                |
| 2018        | قادمٌ من الجنون |                |
| 2019        | مصعد الطفل     |                |

## الحياة الشخصية
نشأ سامباسا في جوٍ قاسي حيثُ فقد والده في وقت مبكر. نشأ في إيسولو بولاية لاغوس، وطوّر شغفه بالتمثيل أثناء نشأته حيثُ نشطًا للغاية مع أحدِ الجوقات المحليّة كما متطّوعًا في عددٍ من مجموعات الدراما.